# قاعدة هوند
| Magnetic quantum levels | -1 | 0 | +1 |
| ----------------------- | -- | - | -- |
| Electron occupancy      | ↑  | ↑ | ↑  |

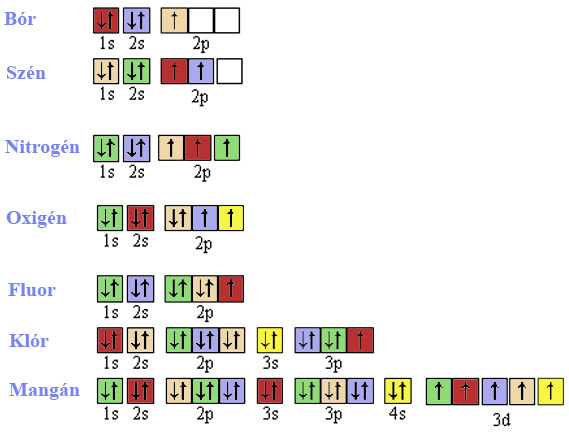
توزيع الإلكترونات لبعض العناصر بناءً على قاعدة هوند

قاعدة هوند (بالإنجليزية: Hund's Rule)‏ هي أحد قواعد توزيع الإلكترونات في المستويات الفرعية تنص على أن عند إضافة إلكترونات لمدارات متساوية الطاقة يجب إضافة إلكترون لأي مدار قبل إضافة إلكترونين في أي مدار واحد. بنص أخر «الإلكترونات تعمد في ملئها المجالات إلي جعل حركة دورانها حول نفسها في نفس الاتجاه ما أمكنها، عند تساوي جميع الخيارات». إذا كان لدينا مستوى ثانوي P مثلا ( المستوى P يحتوي على ثلاث مدارات). Px, Py , Pz وهي مدارات متساوية الطاقة لكونها في مستوى طاقة فرعي واحد فإذا كان لدينا ثلاثة إلكترونات، فإنها تتوزع على المدارات الثلاثة بالتساوي، ثم إذا أضيف إلكترون رابع فإنه سيذهب ليكون ثنائيا مع أي إلكترون أخر، ولا يصح مثلا أن يأخذ المدار Px إلكترونين، Py إلكترون، بينما يكون Pz خاليًا.